# Mike Bell (Baseballspieler, 1968)
Michael Allen „Mike“ Bell (geboren am 22. April 1968 in Lewiston, New York) ist ein ehemaliger US-amerikanischer Baseballspieler in der Major League Baseball (MLB) auf der Position des First Basemans, der 1990 und 1991 für die Atlanta Braves auflief.

## Werdegang
Bell besuchte die Newton High School in Newton, New Jersey. Er wurde in der vierten Runde des MLB Draft 1986 von den Atlanta Braves ausgewählt. Ab 1987 spielte Bell in den Farmteams der Atlanta Braves. Am 2. Mai 1990, im Alter von 22 Jahren, gab er für die Braves gegen die Montreal Expos sein Debüt in der MLB. In dem Spiel wurde er als Pinch Runner eingesetzt und erzielte einen Run. Das Spiel gewannen die Braves mit 8 zu 1. In der Saison 1990 lief er in 35 weiteren Spielen auf erzielte elf Hits bei einer Batting Average von ,244. Die Saison 1991 sollte das letzte Jahr in seiner Profikarriere werden, denn Bell lief am 6. Oktober 1991 gegen die Houston Astros das letzte Mal in der MLB auf. Das Spiel verloren die Braves mit 3 zu 8. Nach der MLB spielte Bell bis 1993 in der Double-A und Triple-A.
Bell lief insgesamt in 53 MLB-Begegnungen auf und hatte eine Batting Average von ,200, bei 15 Hits und sechs Run Batted In (RBI).